# Gengis Khan à la conquête du monde
Pour plus de détails, voir Fiche technique et Distribution.
Gengis Khan à la conquête du monde (蒼き狼 〜地果て海尽きるまで〜, Aoki Ōkami : chi hate umi tsukiru made - "le loup bleu : jusqu'au bout des terres et mers" ) est un film nippo-mongol réalisé par  Shin'ichirō Sawai, sorti en 2007.
Il retrace l'histoire de Temüjin alias Gengis Khan, qui fit de la Mongolie une seule et unique nation.

## Fiche technique
- Titre : Genghis Khan à la conquête du monde
- Titre original : 蒼き狼 〜地果て海尽きるまで〜 (Aoki Ōkami: chi hate umi tsukiru made)
- Réalisation : Shin'ichirô Sawai
- Scénario : Takehiro Nakajima et Shoichi Maruyama d'après le roman de Seiichi Morimura
- Musique : Tarō Iwashiro
- Photographie : Yonezō Maeda
- Montage : Akimasa Kawashima
- Production : Minoru Ebihara, Akihiko Ohsugi, Yutaka Okada et Yoshiaki Tokutome
- Société de production : Avex Group, DG Communications, Fields, Genki Shobō, H. I. S., Japan Airlines, Japan FM Network, Kadokawa Haruki Jimusho, Shōchiku, Smart X, T&M, The Yomiuri Shimbun, Tokyo FM Broadcasting et Yahoo Japan
- Pays :  Japon,  Mongolie
- Genre : Action, aventure, drame, biopic, historique et guerre
- Durée : 136 minutes
- Dates de sortie : 
  -  Japon : 3 mars 2007

## Distribution
- Takashi Sorimachi : Gengis Khan
- Rei Kikukawa : Bolte
- Mayumi Wakamura : Hoelun
- Ken'ichi Matsuyama : Jochi
- Yoshihiko Hakamada : Khasar
- Eugene Nomura : Borchu
- Go Ara : maîtresse Kulan
- Takahiro Araki : Chimbe
- Kachiwo Endo : Todoen Gilte
- Yusuke Hirayama : Jamuqa
- Naoki Hosaka : Yesugei
- Satoshi Jinbo : Thargtai
- Ryō Karato : Yeke Chired
- Shunsuke Kariya : Charaka
- Hiroki Matsukata : Toyril Khan
- Kairi Narita : Bergdai
- Takuya Noro : Chilaun
- Rihoko Shimomiya : Temulun
- Togo Shimura : Munlik
- Ami Takeishi : Bolte jeune
- Masahiko Tsugawa : Khequchu